# You Kill Me
Para el episodio de CSI: Crime Scene Investigation, véase You Kill Me.
You Kill Me es una película de 2007 dirigida por John Dahl, protagonizada por Ben Kingsley, Luke Wilson, Téa Leoni, Philip Baker Hall, Dennis Farina y Bill Pullman.

## Sinopsis
Mientras conducía hacia la Costa Este, un hombre alcohólico se hace amigo de una mujer que quizás puede ser útil a la hora de regresar a Buffalo y resolver algunas viejas cuentas.

## Elenco
- Ben Kingsley como Frank Falenczyk.
- Téa Leoni como Laurel Pearson.
- Luke Wilson como Tom.
- Dennis Farina como Edward O'Leary.
- Philip Baker Hall as Roman Krzeminski.
- Bill Pullman como Dave.
- Marcus Thomas como Stef Krzeminski.
- Jayne Eastwood como Kathleen Fitzgerald.

## Recepción
La película fue bien recibida por los críticos, y tiene un 78% en Rotten Tomatoes.